# Bakuellidae
Famille
Les Bakuellidae sont une famille de Ciliés de la classe des Hypotrichea et de l’ordre des Urostylida.

## Étymologie
Le nom de la famille vient du genre type Bakuella, donné par I.Kh.Alekperov en référence à la ville de Baku (Azerbaïdjan), près de la mer Caspienne, où fut découvert ce cilié.

## Description
Selon Berger (2006), le genre type Bakuella  se caractérise par une zone adorale continue de membranelles, trois cirres frontaux plus ou moins nettement agrandis, un ou plusieurs cirres buccaux, deux ou plusieurs cirres frontoterminaux, un complexe médioventral composé de paires médioventrales et un rangée médiane ventrale, la présence de cirres transversaux, une rangée cirrale marginale gauche et droite et l'absence de cirres caudaux. Il se décline en neuf espèces.

## Liste des genres
Selon GBIF (23 mars 2023) :
- Australothrix Blatterer & Foissner, 1988
- Bakuella Agamaliev & Alekperov, 1976  genre type
  - Synonyme : Loxocineta Jankowski, 1979.
  - Espèce type : Bakuella marina Agamaliev & Alekperov 1976
- Birojima Berger & Foissner, 1989
- Neobakuella Li, Khan, Ji, Shin & Berger, 2011
- Parabirojimia Hu, Song & Warren, 2002
- Paragastrostyla Hemberger, 1985

## Systématique
Le nom valide de ce taxon est Bakuellidae Jankowski, 1979.
Une analyse phylogénétique moléculaire, effectuée en 2021 par une équipe de chercheurs chinois, montre que cinq espèces du genre Bakuella sont regroupées avec celles de six autres genres d'Urostylides, appartenant à trois familles :
- Bakuellidae : genre Neobakuella ;
- Holostichidae : genres Anteholosticha, Diaxonella et Holosticha ;
- Urostylidae : genres Apobakuella Jiang et al., 2012[5] et Urostyla.

Le genre Bakuella ne semble donc pas être monophylétique, c'est-à-dire que les espèces de ce genre ne partagent pas la même lignée ancestrale.